# 大宮東警察署
大宮東警察署（おおみやひがしけいさつしょ）は、埼玉県さいたま市見沼区にある、埼玉県警察が管轄する警察署。署長は警視。2023年時点で、移転や改築を除くと埼玉県警で最も新しい警察署である。

## 所在地
さいたま市見沼区大字風渡野35番地1
- JR各線・東武線・ニューシャトル「大宮駅」東口より東武バス大50系統（岩槻駅行き・宮下行き・宮ヶ谷塔行き）に乗車→「半縄橋」より徒歩2分
- 東武野田線（東武アーバンパークライン）「七里駅」より徒歩15分

## 管轄区域
- さいたま市見沼区

## 管轄内の交番
- 東大宮駅前交番（東大宮五丁目39番地1）
  - 担当区域：大字島、島町、大字砂、砂町二丁目、東大宮一丁目 - 七丁目
- 片柳交番（大字南中野782番地6）
  - 担当区域：加田屋一丁目・二丁目、大字加田屋新田、大字片柳、片柳一丁目・二丁目、片柳東、大字上山口新田、大字笹丸、大字新右ェ門新田、大字染谷、染谷一丁目 - 三丁目、大字中川、大字西山新田、大字西山村新田、大字東新井、大字御蔵、大字南中野、大字南中丸、大字見山、大字山
- 七里交番（大字東宮下379番地6）
  - 担当区域：大字大谷、大字新堤、大字蓮沼、大字東宮下、東宮下一丁目 - 三丁目、大字東門前、大字膝子、大字風渡野
- 大和田交番（大和田町一丁目445番地2）
  - 担当区域：大和田町一丁目・二丁目、堀崎町
- 春岡交番（深作一丁目3番地17）
  - 担当区域：卸町一丁目・二丁目、大字小深作、春野一丁目 - 四丁目、大字深作、深作一丁目 - 五丁目、大字丸ヶ崎、丸ヶ崎町、大字宮ヶ谷塔、宮ヶ谷塔一丁目 - 四丁目、春岡一丁目 - 三丁目

## ギャラリー

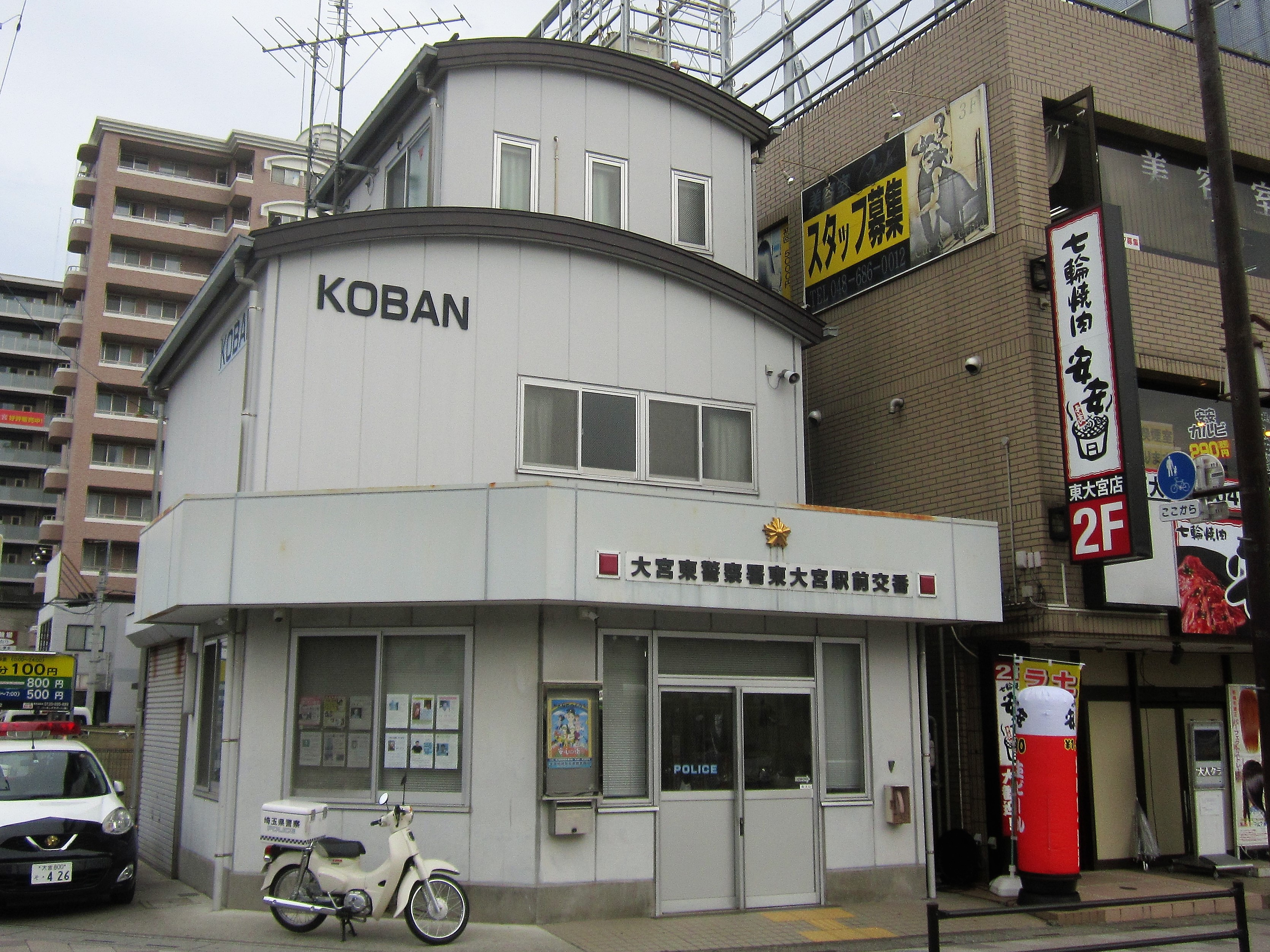
東大宮駅前交番
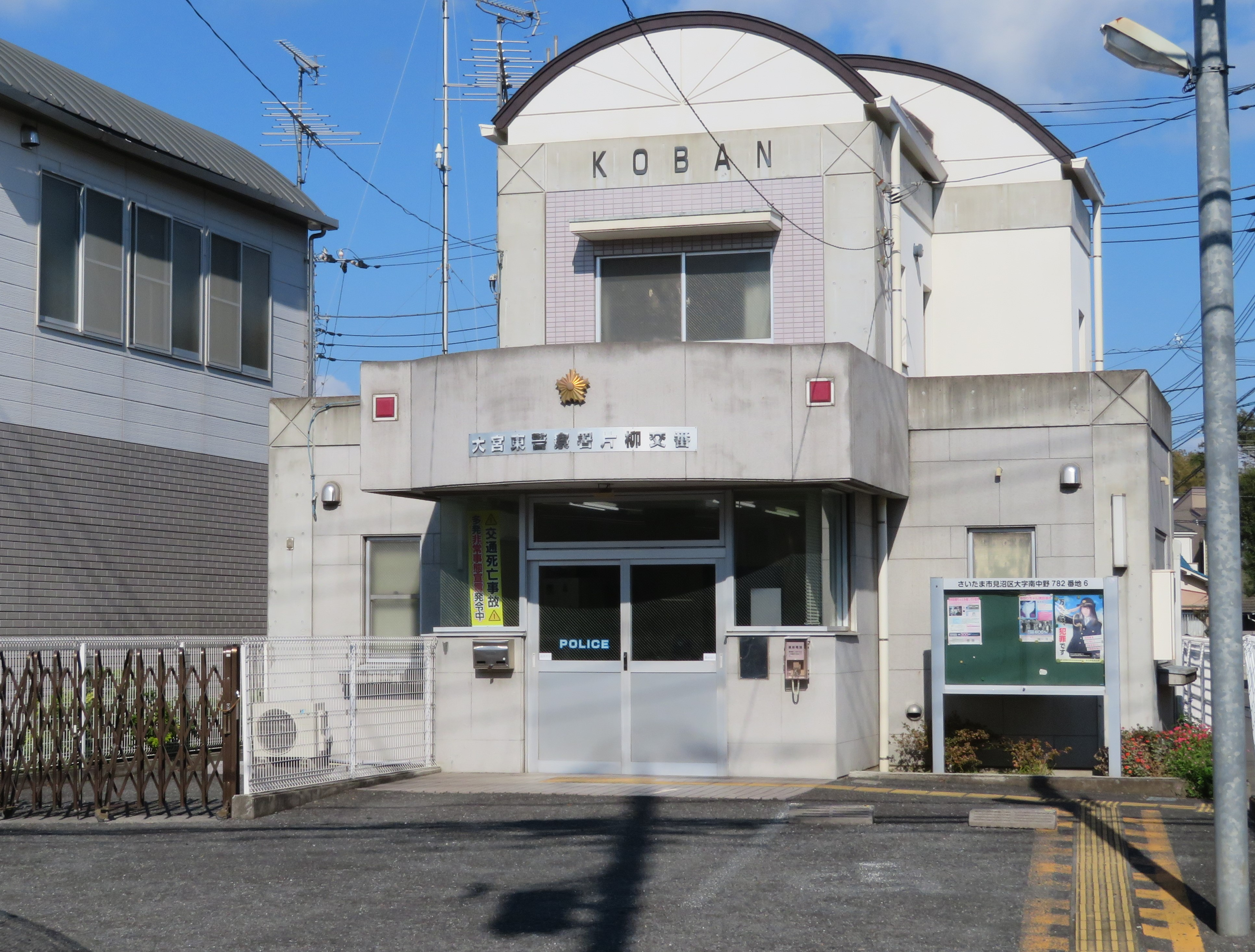
片柳交番
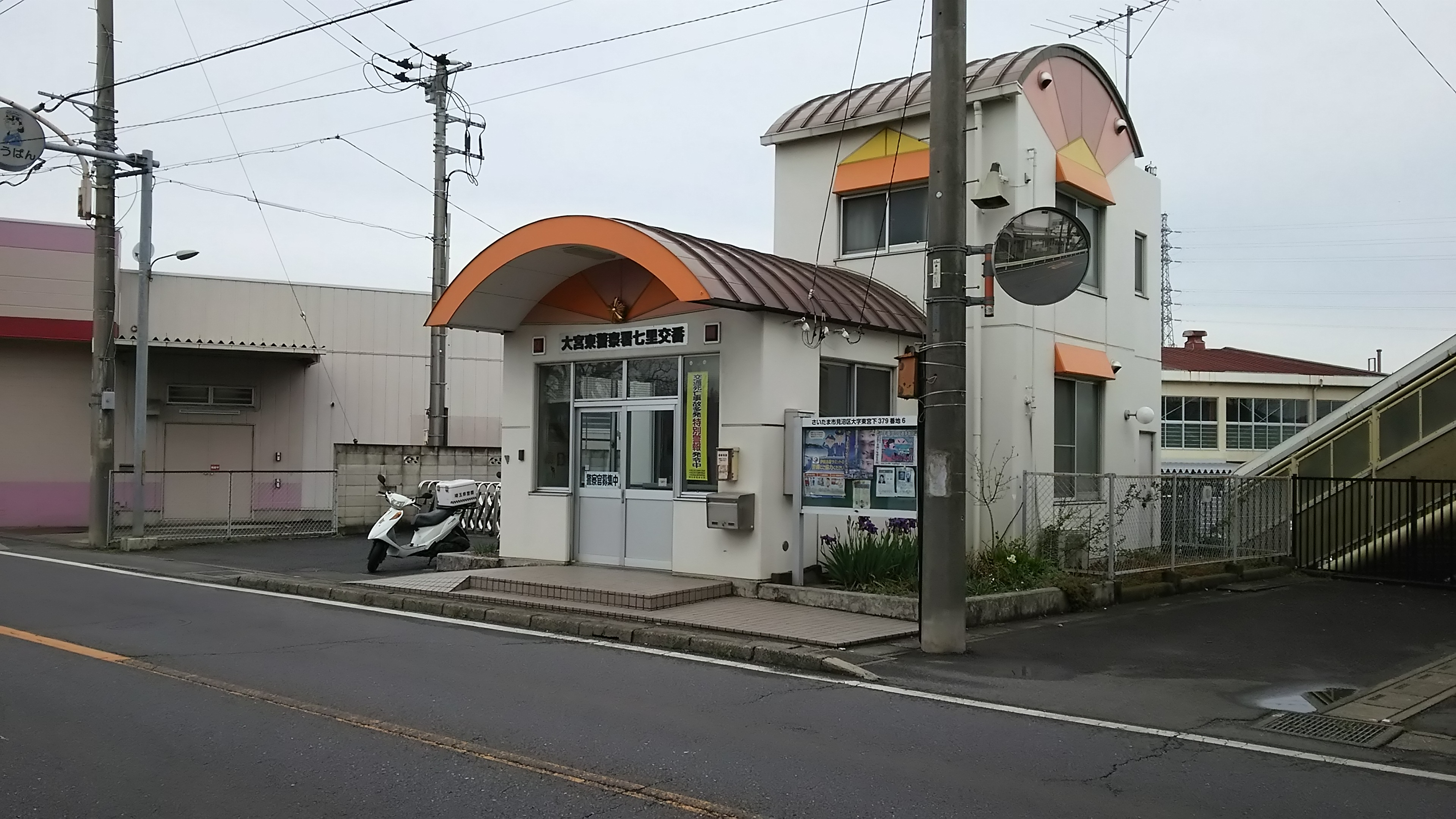
七里交番
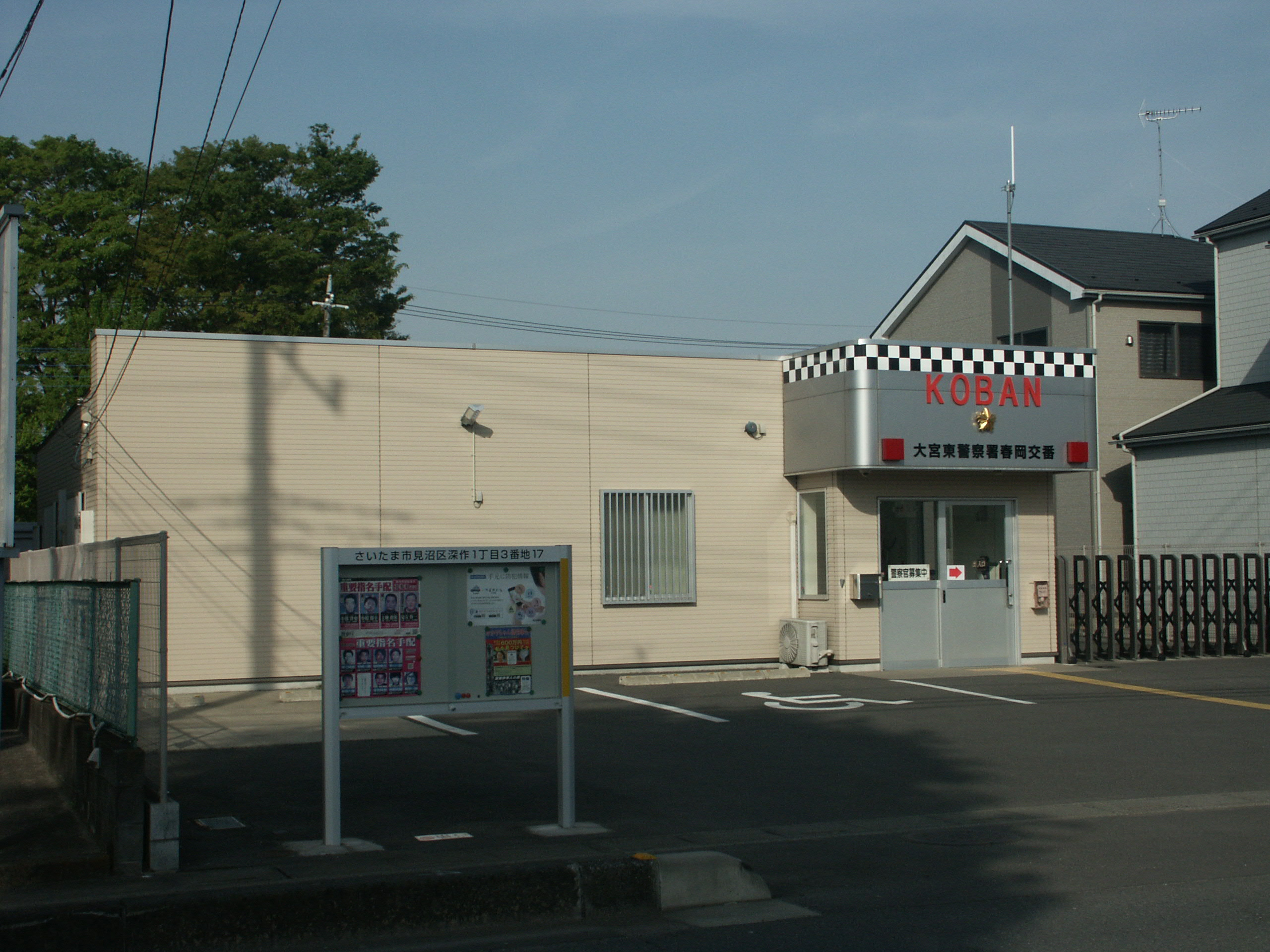
春岡交番
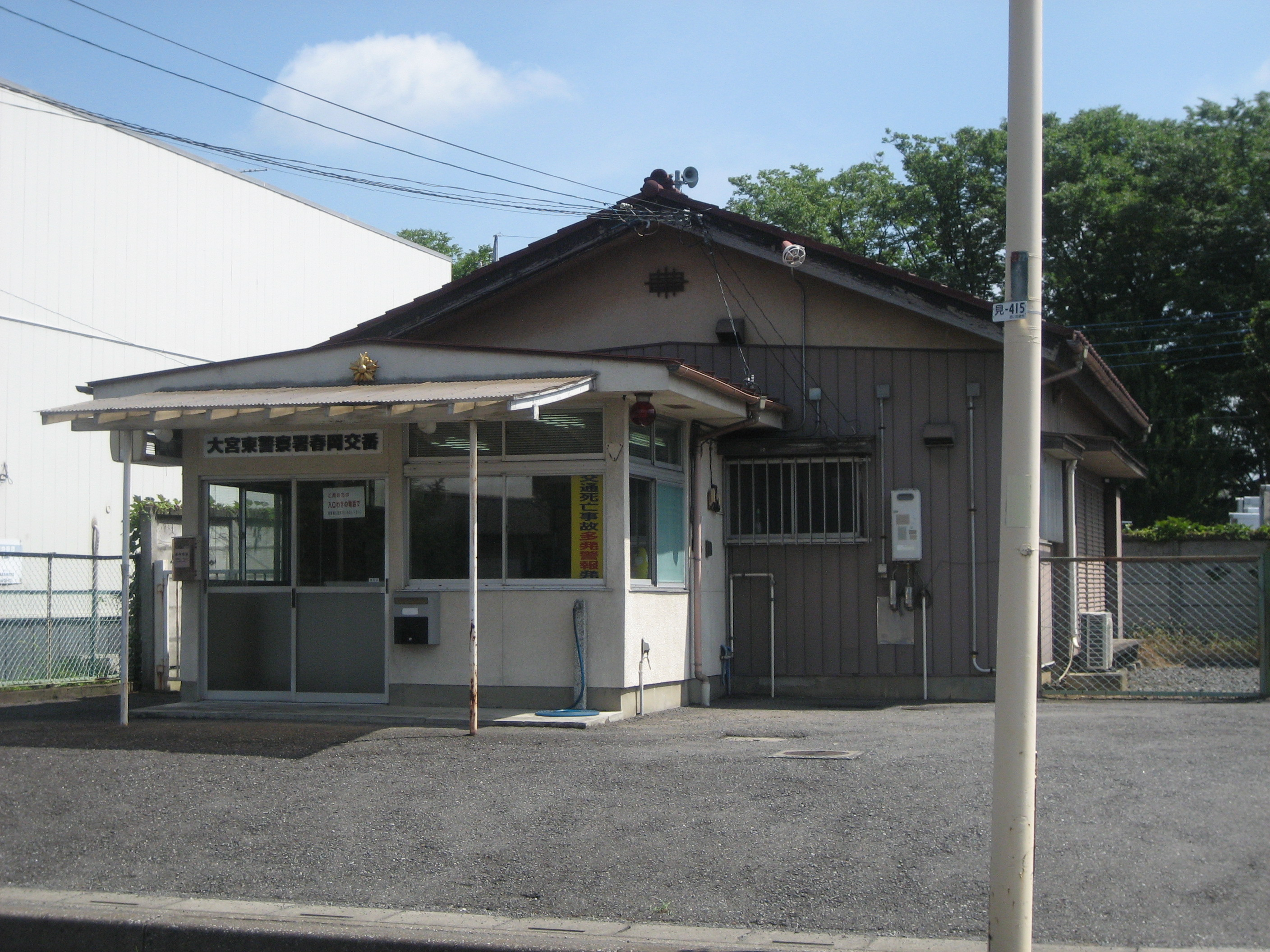
春岡交番（旧建物）

## 沿革
- 2005年（平成17年）2月1日 - 県内39番目の警察署として、大宮警察署から分離して開設。